# Macrohomotoma williamsi
Macrohomotoma williamsi är en insektsart som beskrevs av Crawford 1925. Macrohomotoma williamsi ingår i släktet Macrohomotoma och familjen Homotomidae. Inga underarter finns listade i Catalogue of Life.